# Patric Klandt
Patric Klandt (Francoforte sul Meno, 29 settembre 1983) è un ex calciatore tedesco, portiere.

## Statistiche

### Presenze e reti nei club
Statistiche aggiornate al 7 luglio 2017.
| Stagione               | Squadra                | Campionato             | Campionato | Campionato | Coppe nazionali | Coppe nazionali | Coppe nazionali | Coppe continentali | Coppe continentali | Coppe continentali | Altre coppe | Altre coppe | Altre coppe | Totale | Totale | Totale |
| Stagione               | Squadra                | Comp                   | Pres       | Reti       | Comp            | Pres            | Reti            | Comp               | Pres               | Reti               | Comp        | Pres        | Reti        | Pres   | Reti   |        |
| ---------------------- | ---------------------- | ---------------------- | ---------- | ---------- | --------------- | --------------- | --------------- | ------------------ | ------------------ | ------------------ | ----------- | ----------- | ----------- | ------ | ------ | ------ |
| 2004-2005              | Wehen Wiesbaden        | REG                    | 28         | -29        | CG              | 0               | 0               |                    | -                  | -                  |             | -           | -           | 0      | 0      |        |
| 2005-2006              | Wehen Wiesbaden        | REG                    | 22         | -35        | CG              | 0               | 0               |                    | -                  | -                  |             | -           | -           | 22     | -35    |        |
| Totale Wehen Wiesbaden | Totale Wehen Wiesbaden | Totale Wehen Wiesbaden | 50         | -64        |                 | 0               | 0               |                    | -                  | -                  |             | -           | -           | 50     | -64    |        |
| 2006-2007              | Hansa Rostock          | 2B                     | 0          | 0          | CG              | 0               | 0               |                    | -                  | -                  |             | -           | -           | 0      | 0      |        |
| 2007-gen. 2008         | Hansa Rostock          | 2B                     | 0          | 0          | CG              | 0               | 0               |                    | -                  | -                  |             | -           | -           | 0      | 0      |        |
| gen.-giu. 2008         | FSV Francoforte        | REG                    | 15         | -10        | CG              | 0               | 0               |                    | -                  | -                  |             | -           | -           | 15     | -10    |        |
| 2008-2009              | FSV Francoforte        | 2B                     | 33         | -46        | CG              | 2               | -1              |                    | -                  | -                  |             | -           | -           | 35     | -47    |        |
| 2009-2010              | FSV Francoforte        | 2B                     | 33         | -49        | CG              | 1               | -2              |                    | -                  | -                  |             | -           | -           | 34     | -51    |        |
| 2010-2011              | FSV Francoforte        | 2B                     | 29         | -44        | CG              | 2               | -1              |                    | -                  | -                  |             | -           | -           | 31     | -45    |        |
| 2011-2012              | FSV Francoforte        | 2B                     | 34         | -59        | CG              | 0               | 0               |                    | -                  | -                  |             | -           | -           | 34     | -59    |        |
| 2012-2013              | FSV Francoforte        | 2B                     | 33         | -43        | CG              | 2               | -3              |                    | -                  | -                  |             | -           | -           | 0      | 0      |        |
| 2013-2014              | FSV Francoforte        | 2B                     | 33         | -47        | CG              | 2               | -3              |                    | -                  | -                  |             | -           | -           | 35     | -50    |        |
| 2014-2015              | FSV Francoforte        | 2B                     | 34         | -53        | CG              | 2               | -8              |                    | -                  | -                  |             | -           | -           | 36     | -61    |        |
| Totale FSV Francoforte | Totale FSV Francoforte | Totale FSV Francoforte | 245        | -351       |                 | 11              | -18             |                    | -                  | -                  |             | -           | -           | 256    | -369   |        |
| 2015-2016              | Friburgo               | 2B                     | 1          | -2         | CG              | 2               | -3              |                    | -                  | -                  |             | -           | -           | 3      | -5     |        |
| 2016-2017              | Friburgo               | 1B                     | 0          | 0          | CG              | 0               | 0               |                    | -                  | -                  |             | -           | -           | 0      | 0      |        |
| Totale carriera        | Totale carriera        | Totale carriera        | 295        | -417       |                 | 13              | -21             |                    | -                  | -                  |             | -           | -           | 308    | -438   |        |

## Palmarès
- Fußball-Regionalliga: 1

FSV Francoforte: 2007-2008 (girone sud)
- Campionato tedesco di seconda divisione: 1

Friburgo: 2015-2016